# 수평거성열
수평가지(영어: Horizontal branch, HB)는 태양과 비슷한 질량의 별에서 적색거성가지를 뒤따르는 항성 진화의 한 단계이다. 적색거성가지의 꼭대기에서 발생하는 헬륨핵 섬광은 항성구조의 상당한 변화를 야기하는데, 그 결과 광도의 전반적인 감소와 별의 외포층의 근소한 수축, 그리고 표면온도의 상승이 이루어진다. 수평가지 별은 중심핵에서의 (삼중알파과정을 통한)헬륨융합과 중심핵 근처 껍질에서의 수소융합에 의해 에너지를 얻는다.
수평가지는 구상성단에 관해 처음으로 이루어진 섬세한 사진학 및 측광학적 연구에 의해 발견되었는데, 그때까지 연구된 모든 산개성단에서는 발견되지 않았던 것으로 유명했다. 수평가지라는 이름은 구상성단과 같은 낮은 금속함량 표본에서,
 수평가지 별이 헤르츠스프룽-러셀 도표(CMD)에서 거의 수평선을 따라 위치해 있기 때문에 그렇게 명명되었다.
수평가지는 수평거성열, 수평거성, 수평계열, 수평 주계열성, 2번째 주계열성, 2기 주계열성, 헬륨 중심핵 핵융합 별, 헬륨 핵융합 적색 거성이라고도 한다.

## 진화
태양의 질량의 2.3배까지의 질량을 가진 주계열성에서, 중심핵에서의 수소의 핵융합(p-p 연쇄)은 주로 별의 질량에 의해 결정되는 융합률로, 계속해서 헬륨의 농도를 높일 것이다. 특정 시기에, 헬륨풍부핵에서는 수소핵융합을 계속할 수 없게 되면서 바깥의 껍질로 연소영역이 이동한다. 그 결과 중심핵은 에너지 발생에 기여할 수 없는 축퇴물질 영역이 된다. 중심핵은 껍질에서의 수소핵융합이 헬륨을 더 형성하여 계속 성장하면서 온도가 증가한다.
별이 약 0.5 태양질량보다 더 큰 질량을 가지고 있다면, 중심핵은 결국 삼중알파과정을 통해 헬륨을 탄소로 만드는 융합이 필수적으로 발생하게 되는 온도에 이르게 된다. 헬륨융합의 점화는 중심핵을 가로질러, 즉각적인 온도의 증가와 융합률의 급격한 상승을 야기한다. 수 초 이내에 중심핵은 비축퇴상태가 되며 빠르게 팽창하여 헬륨섬광으로 불리는 사건을 일으킨다. 이 사건으로 인해 발생하는 에너지는 위쪽의 플라스마층에 의해 흡수되는데, 그래서 그로 인한 효과를 별의 외부에서는 볼 수 없다. 이제 별은 새로운 평형상태에 들어서게 되고, H-R 도표의 적색거성가지(RGB)에서 수평가지로 진화경로가 전환된다. 이는 별의 광도가 H-R 도표를 수평으로 가로질러 유효온도가 증가하는데 비해, 상대적으로 안정적으로 머물 것임을 의미한다.

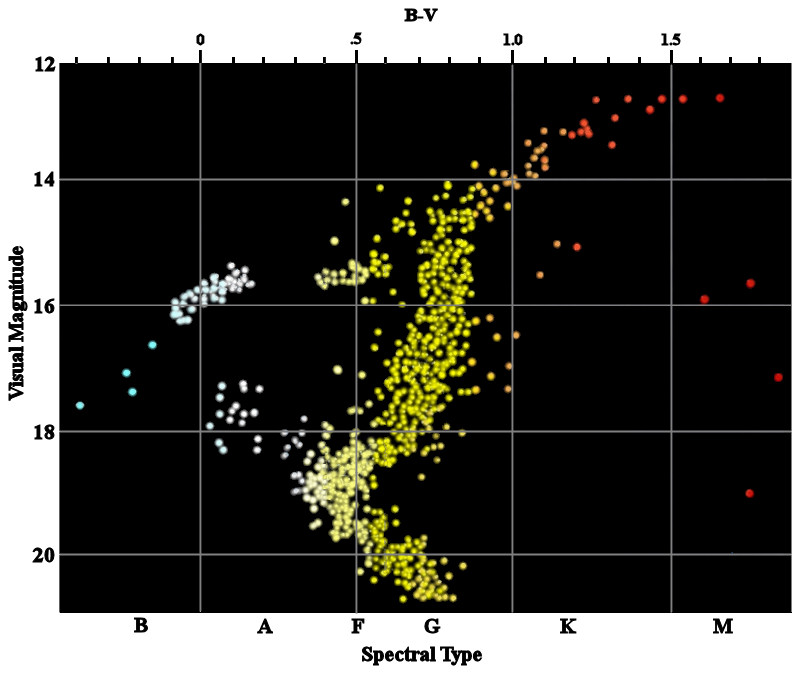
구상성단 M3에 대한 색등급도. 수평가지 별은 V =16의 약간 위에서 B-V = 0.7의 왼쪽에 위치한 별들이다. 수평가지에서 B-V = 0.1~0.4 에 있는 "거문고자리 RR 간극"은 실제로 아무것도 없는 공백이 아니다. 영역에서 기록되어야 하는 별들이 변광성이기 때문에 표에서 누락되었을 뿐이다.

태양과 비슷한 초기질량을 가진 별은 중심부헬륨연소가 시작될 때 수평가지의 적색 끝에서 하강하지만, 중심핵의 헬륨이 고갈되기 전까지 온도는 약간만 증가한다. 더 무거운 별들은 수평가지에서 더 긴 시간을 보내고 중심핵에서 헬륨을 연소함으로써 온도가 크게 증가한다. 수평가지의 모양은 개개의 별이 시간에 따라 청색방향으로의 이동하는 것과 수평가지에 이를 때 각기 다른 질량을 가진 별의 온도에 기인한 것이다. 금속함량과 헬륨의 양으로 인한 광도와 온도의 더 큰 변화도 있다.
수평가지가 주로 거의 동일한 광도에 다양한 온도를 가지는 별으로 구성되어 있기 때문에 그렇게 이름 붙여진 것이긴 해도, 색등급도에서 수평막대에 위치하고 있는 가지는 수평 청색방향의 끝부분에 있지 않다. 수평가지는 낮은 광도를 가지는 뜨거운 별로 구성된 "청색꼬리"(blue tail)에서 끝난다. 매우 뜨거운 수평가지 별은 표면온도가 20,000~30,000 K이며, 극수평가지(extreme horizontal branch)로 불린다. 이는 보통의 중심부헬륨연소 별로 예상되는 범위 밖에 있다. 이에 관한 이론은 이러한 별들이 쌍성계의 상호작용이나, 점근거성가지 별이 규칙적으로 경험하며 핵융합이 중단되어 별이 초항성풍 단계에 진입했을 때 발생하는 열맥동인 "말기 열맥동"(late thermal pulse)을 포함한다고 설명한다. 이러한 별들은 "회생"(born again)과 같은 특이한 성질을 가지고 있다. 이상하게 불리는 과정이지만, 10% 또는 그 이상의 후-AGB 별에서 발생하는 것으로 여겨지고 있다. 특히 말기 열맥동만이 별을 극수평가지 별로 진화시켜, 후에 행성상성운 단계에 이르고, 중심별이 차가워지기 시작할 때 백색왜성이 되게 만들 것으로 여겨지긴 해도 말이다.

## 거문고자리 RR "간극"과 수평가지의 형태
구상성단의 CMD는 보통 수평가지에서 눈에 띄는 간극을 보여준다. CMD에서 이 간극은 성단이 그 영역에서 별을 가지지 않는다는 것으로 잘못 암시하기도 한다. 간극은 불안정대에 존재하는데, 그래서 많은 별들이 이 영역에서 맥동한다. 이러한 맥동 수평가지 별은 거문고자리 RR형 변광성으로 알려져 있고, 1.2 일까지의 주기를 가지며 밝기가 분명히 변한다.  별의 실제(평균값) 겉보기등급과 색을 측정하기 위해서는 장시간 관측 계획이 필요하다. 그러한 계획은 보통 성단의 색등급도 조사 범위를 넘어선다. 이 때문에, 그러한 조사를 통한 성단의 구성원표에서 변광성은 주석이 달리긴 하지만, 성단 CMD의 시각화에는 포함되지 않는다. 현재까지 표짜기에 적합한 이들의 데이터를 얻을 수 없기 때문이다. 공개된 많은 구상성단의 CMD에서 보이는 이러한 누락은 보통 거문고자리 RR 간극(RR Lyrae gap)에 의한 것이다.
서로 다른 구상성단들은 보통 다른 HB 형태(morphology)를 보여준다. 이는 상대적인 비율의 HB 별이 RR Lyr 간극에 없고, 간극의 청색쪽에 존재하는 것과, 성단마다 간극의 적색쪽이 눈에 띄게 변화함을 의미한다. 서로 다른 HB 형태에 관한 근본적인 원인은 항성 천체물리학의 장기간 동안의 미제이다. 화학조성이 그러한 요인(보통 금속부족성단일수록 푸른 HB를 가진다는 의미에서) 중 하나지만, 나이, 자전 및 헬륨양과 같은 다른 별의 특성 또한 HB 형태의 영향을 준다는 것으로 주장되어 왔다. 이는 때때로 구상성단에 관한 "두번째 계수 문제"(second parameter problem)라고 불린다. 동일한 금속함량을 가지지만 서로 매우 다른 HB 형태를 가진 것처럼 보이는 구상성단의 짝이 존재하기 때문이다. 그러한 짝 중 하나로 NGC 288(매우 푸른 HB를 가짐)과 NGC 362(상당히 붉은 HB를 가짐)가 있다. "두번째 계수 문제"는 어떤 불명의 물리학적 효과가 성단마다의 HB 형태 차이의 원인이 된다는 것을 인정하고 있다. 그렇지 않으면 동일하게 보여야 하기 때문이다.

## 적색덩어리와의 관계
수평가지 별(종족 II에 속함)과 관계된 유형의 별은 상대적으로 어리고(더 무겁다) 보통 더 금속이 부유한 종족 I형 별인, 적색덩어리(red clump)에 속하는 덩어리거성(clump giant)이다. HB 별과 덩어리거성 모두 중심핵에서 헬륨을 탄소로 융합하고 있으나, 이들의 외포층 구조의 차이점이 있는데 그 결과 서로 다른 반지름, 유효온도, 색을 가지는 서로 다른 유형의 별이 되었다. 색지수가 헤르츠스프룽-러셀 도표에서 수평을 따르기 때문에, 서로 다른 유형의 별은 동일한 에너지원을 가짐에도 불구하고 이들은 CMD의 각기 다른 부분에서 나타난다. 사실상 적색덩어리는 모든 별이 수평가지의 적색 끝에 있어, 처음에 적색거성가지를 따라 상승하는 별과 구별하기 힘든 극단적인 수평가지의 형태 중 하나에 해당한다.

## 같이 보기
- 점근거성가지
- 적색덩어리